# Belleville (Ontario)

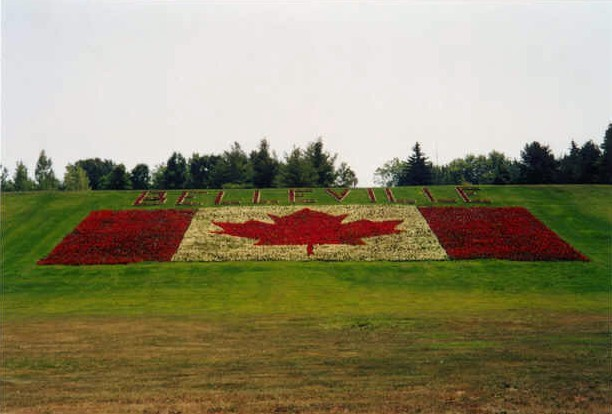
Colchón de flores cercano a la autopista 401, próxima a Belleville (Ontario) mostrando la bandera de Canadá.

Belleville es una ciudad de Canadá, sede del condado de Hastings, dentro de la provincia de Ontario. Su población es de aproximadamente 49.000 habitantes, con más de 91.000 en su área metropolitana, y sus coordenadas son 44°10′N 77°23′O / 44.167, -77.383. Belleville fue fundada en 1789. Es la ciudad natal de Avril Lavigne, donde vivió hasta los 5 años cuando se trasladó junto con su familia a Napanee, ubicado a 18 minutos de Belleville.